# Dondușeni
Dondușeni är en distriktshuvudort i Moldavien. Den ligger i distriktet Dondușeni, i den nordvästra delen av landet. Dondușeni ligger 241 meter över havet och antalet invånare är 9 435.
Terrängen runt Dondușeni är huvudsakligen platt. Dondușeni ligger uppe på en höjd. Trakten runt Dondușeni består till största delen av jordbruksmark.